# Wilfried Cretskens
Wilfried Cretskens nascido a 10 de julho de 1976 em Herck-la-Ville é um ciclista belga.

## Biografia
Participou em duas edições do Tour de France (em 2005 e em 2006), mas viu-se obrigado a abandonar antes de chegar aos Campos Elíseos: na 15.ª etapa do 2005 e na 11.ª etapa do 2006.
Conseguiu o seu principal sucesso no Tour de Catar de 2007, onde terminou primeiro na classificação geral. A vitória foi conseguida graças a uma escapada de dez corredores cruzando a meta três minutos por adiante do pelotão.
Entre as suas outras vitórias, a Flecha Namur de 1999. Em 2010, não toma a saída da Paris-Roubaix, porque a sua irmã faleceu na noite antes da saída.
No final de abril do 2011, encontra equipa alinhando pelo Donckers Koffie-Jelly Belly.
Pôs fim à sua corrida desportiva a 24 de fevereiro de 2012.

## Palmarés
- 1999
- Flèche Namuroise

- 2003
- GP Briek Schotte

- 2004
- GP Briek Schotte

- 2007
- Tour de Catar

## Resultados nasGrandes Voltas
- 2005: abandono
- 2006: abandono